# KTM X-Bow
O X-Bow é o primeiro veículo esportivo de quatro rodas da KTM.Possui motor turbo 2.0 16v com 240 cv (237 hp) a 5500 rpm e com o torque de 31,6 kgfm entre 2000 rpm e 5500 rpm , faz de 0–100 km/h em apenas 3.9 segundos e atinge a velocidade maxima de 217 km/h